# Metro w Gwangju
Metro w Gwangju – system kolei podziemnej w mieście Korei Południowej, Gwangju. 
Pierwszy odcinek linii metra uruchomiono w 2004 roku.